# 馬塞爾·格里奧爾
馬塞爾·格里奧爾（法語：Marcel Griaule，1898年5月16日—1956年2月23日）出生於法國约讷省一個叫Aisy-sur-Armançon的地方。作為一個民族學者，他因對多貢人的研究而著名。

## 生平
馬塞爾·格里奧爾的父親是奧弗涅人，母親是布里人，他於路易格勒朗中學畢業並參加了巴黎綜合理工學院數學專業的考試，即使是第一次世界大戰的到來，也沒有打斷他求學的熱情。與此同時，他也在楓丹白露應用砲兵學院學習，並且與1917年開始作為空氣觀察員在航空領域活躍。直到1921年，他都待在空軍中，並參加了敘利亞對土耳其的戰鬥。
1922年，他開始在國際東方文化與語言學院以及高等教育技術學院（l'Institut national des langues et civilisations orientales (INALCO) et à l'École pratique des hautes études (EPHE)）繼續他對於語言和民族學的學習，並在那裡認識了Marcel Mauss和Marcel Cohen.1927年，拿到學位證書後，他離開法國，來到埃塞俄比亞。在阿比西尼亞帝國生活了數月之後，他組織了一次橫跨非洲西部到東部的活動：La Mission Dakar-Djibouti，這次歷險活動始於1931年5月，並於1933年2月結束，由他指揮，同行者有包括Michel Leins,Andre Schaeffner在內的數位民族學者，以及部分法國民族學創始人。在此次旅行的過程中，他為Musée d'ethnographie du Trocadéro（現在稱為人類歷史博物館）帶回了3500件珍貴的藏品，並且第一次接觸了斗宮文化。在此後的1935年到1939年間，他統計了5個超過85萬公里範圍的研究區，並於1938年，與他的博士論文中，提交了關於斗宮競技會和斗宮面具的研究。
第二次世界大戰迫使他再次打斷他的工作。他作為上尉參加了空軍，並於1940年6月30號，被授予CROIX DE GUERRE勳章。復原後，他回到巴黎大學民族學研究所當教員，第二年的12月，成為該所的秘書長，之後更是擔任了人類歷史博物館的副館長。1941年，他接替Marcel cohen的位置，開始在INALCO教授阿姆哈拉語。1942年，他被任命為高等教育技術學院民族學研究所的所長，同年10月，作為該學科的首席指導，任教與索邦大學。從1944年到1946年，他被徵調為航空軍指導，並同時繼續他的任教。
戰爭結束後，他以強烈的熱情投入對尼日兒（Niger）人的相關研究中，同時他也沒有放棄對斗宮人的研究，他站在自己的角度，通過斗宮人的宇宙起源說，評價他們豐富的文化“不亞於赫西奧德，這是一種形而上學，一種宗教，展現了古代人民的高度文明”。馬塞爾·格里奧爾也出版了很多關於他這些研究的著作。
1947年，他開始在法國工會擔任顧問，並擔任文化事務委員會主席直到他去世。在馬里（MALI），他參與了僧伽地區的發展與灌溉水壩的建設，這個水壩到今天還在運作並以他的名字命名。
他於1956年去世，是少數在喪禮時，享有非洲傳統喪禮禮儀的民族學家之一。